# Prelatura territorial de Xingu
La prelatura territorial de Xingu (portuguès: Prelazia do Xingu; llatí: Praelatura territorialis Xinguensis) era una seu de l'Església catòlica als Brasil, que pertanyia a la regió eclesiàstica Nord 2, sufragània de l'arquebisbat de Belém do Pará. Al 2016 tenia 382.624 batejats d'un total de 551.374 habitants.

## Territori
La prelatura territorial s'estenia a la part centre-meridional de l'estat brasiler de Pará, travessada pel riu Xingu. Comprenia els següents municipis: Altamira, Anapu, Bannach, Brasil Novo, Cumaru do Norte, Gurupá, Medicilândia, Ourilândia do Norte, Placas, Porto de Moz, São Félix do Xingu, Senador José Porfírio, Tucumã, Uruará e Vitória do Xingu.
La seu episcopal era la ciutat d'Altamira, on es trobava la catedral del Sagrat Cor de Jesús.
El territori s'estenia sobre 368.086 km² i està dividit en 15 parròquies, reagrupades en 6 regions pastorals.

## Història
La prelatura territorial va ser erigida el 16 d'agost de 1934 en virtut de la butlla del papa Pius XI, prenent el territori de l'arquebisbat de Belém do Pará, de la prelatura territorial de Santíssima Conceição do Araguaia (avui diòcesi de Marabá) i de la prelatura territorial de Santarém (avui arxidiòcesi).
El 6 de novembre de 2019 va ser suprimida pel papa Francesc, i el seu territori va ser repartit entre la diòcesi de Xingu-Altamira i la prelatura territorial d'Alto Xingu-Tucumã.

## Cronologia episcopal
- Sede vacante (1934-1948)

- Clemente Geiger, C.PP.S. † (17 de gener de 1948 - 26 d'abril de 1971 renuncià)
- Eurico Kräutler, C.PP.S. † (26 d'abril de 1971 - 2 de setembre de 1981 jubilat)
- Erwin Kräutler, C.PP.S. (2 de setembre de 1981 - 23 de desembre de 2015 jubilat)
- João Muniz Alves, O.F.M. (23 de desembre de 2015 - 6 de novembre de 2019 nomenat bisbe de Xingu-Altamira)

## Estadístiques
A finals del 2016, la prelatura territorial tenia 382.624 batejats sobre una població de 551.374 persones, equivalent al 69,4% del total.
| any  | població | població | població | sacerdots | sacerdots       | sacerdots       | sacerdots             | diàques | religiosos | religiosos | parroquies |
| ---- | -------- | -------- | -------- | --------- | --------------- | --------------- | --------------------- | ------- | ---------- | ---------- | ---------- |
| any  | batejats | total    | %        | total     | clergat secular | clergat regular | batejats por sacerdot | diàques | homes      | dones      |            |
| 1950 | 17.000   | 17.500   | 97,1     | 6         |                 | 6               | 2.833                 |         |            | 3          | 4          |
| 1966 | 34.857   | 35.857   | 97,2     | 5         |                 | 5               | 6.971                 |         | 8          | 9          | 4          |
| 1968 | 35.000   | 36.000   | 97,2     | 7         | 2               | 5               | 5.000                 |         | 9          | 8          | 2          |
| 1976 | 65.000   | 80.000   | 81,3     | 10        | 4               | 6               | 6.500                 |         | 12         | 13         | 36         |
| 1977 | 38.000   | 45.000   | 84,4     | 14        | 4               | 10              | 2.714                 | 1       | 21         | 24         | 11         |
| 1990 | 202.000  | 204.000  | 99,0     | 16        | 5               | 11              | 12.625                |         | 19         | 45         | 11         |
| 1999 | 300.000  | 374.000  | 80,2     | 22        | 9               | 13              | 13.636                |         | 22         | 44         | 12         |
| 2000 | 300.000  | 380.000  | 78,9     | 23        | 10              | 13              | 13.043                |         | 22         | 46         | 12         |
| 2001 | 210.000  | 392.211  | 53,5     | 27        | 11              | 16              | 7.777                 | 1       | 28         | 43         | 12         |
| 2002 | 311.000  | 395.000  | 78,7     | 28        | 12              | 16              | 11.107                | 1       | 28         | 38         | 12         |
| 2003 | 318.000  | 397.500  | 80,0     | 24        | 12              | 12              | 13.250                |         | 22         | 45         | 12         |
| 2004 | 320.000  | 397.500  | 80,5     | 24        | 14              | 10              | 13.333                |         | 15         | 39         | 12         |
| 2013 | 330.000  | 429.000  | 76,9     | 30        | 17              | 13              | 11.000                |         | 27         | 40         | 15         |
| 2016 | 382.624  | 551.374  | 69,4     | 33        | 16              | 17              | 11.594                |         | 24         | 41         | 15         |